# Hydrochlorofluorocarbure

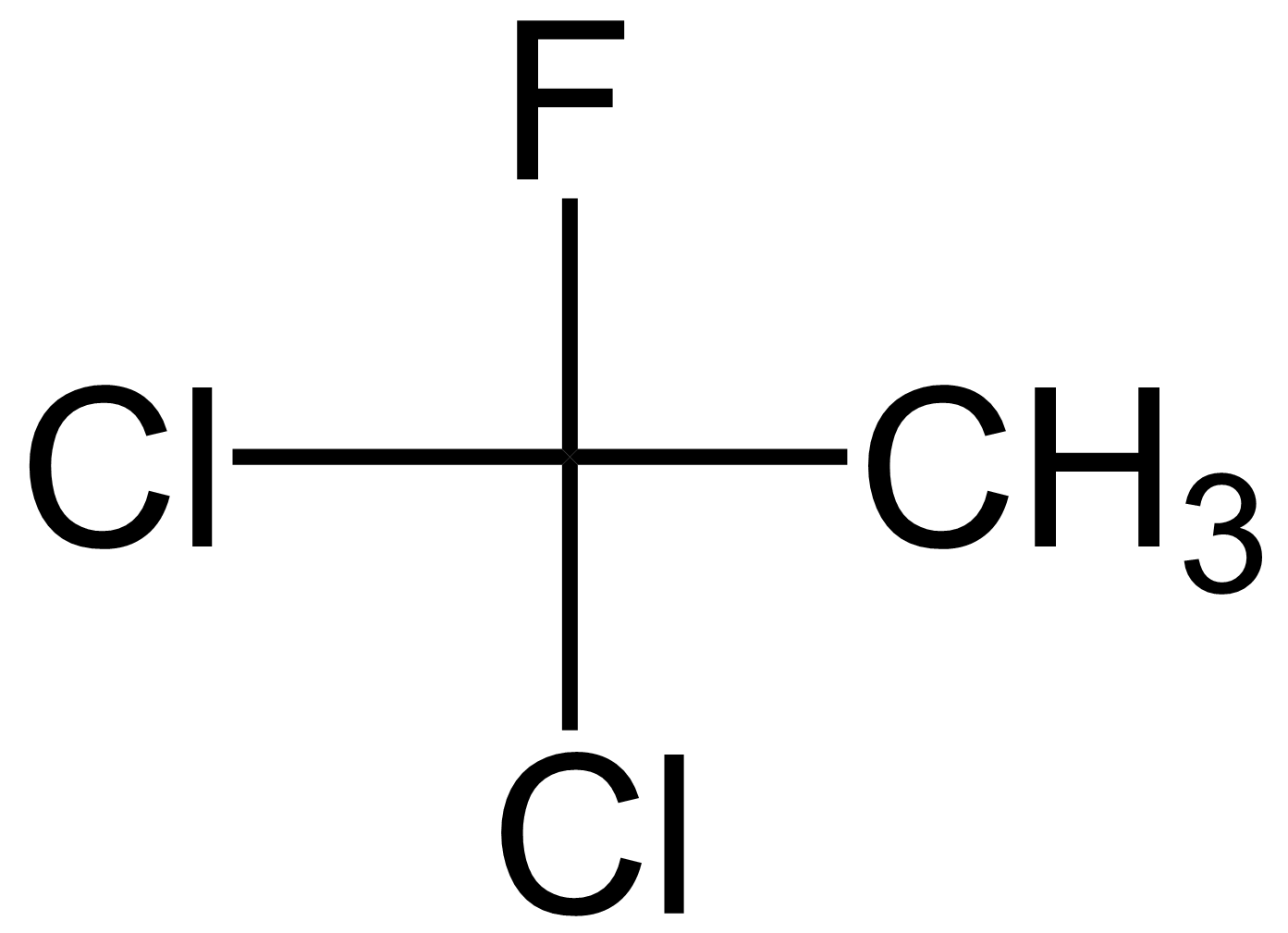
Formule chimique du 1,1-dichloro-1-fluoroéthane-2, un hydrochlorofluorocarbure.

Les hydrochlorofluorocarbures ou HCFC, sont des gaz organiques dont la molécule est formée d'atomes de chlore, de carbone, de fluor et d'hydrogène. Ce sont des alcanes halogénés. Ils sont utilisés comme gaz réfrigérants et comme agents propulseurs dans les aérosols, en remplacement des CFC, interdits à partir de 2000 à cause de leur contribution à l'effet de serre et à la destruction de la couche d'ozone.
Les HCFC sont moins stables que les CFC, donc moins destructeurs, mais conservent cependant un impact non négligeable sur la couche d'ozone et sont de puissants gaz à effet de serre. Ainsi, le protocole de Copenhague appelle à leur interdiction d'ici 2030 pour les pays industrialisés et 2040 pour les pays en développement.
Les CFC et les HCFC sont des gaz fluorés.